# Собрание фарфора (Дрезден)
Собрание фарфора (нем. Porzellansammlung) в Дрездене является одной из самых значительных коллекций керамических изделий в мире. Музей входит в состав Государственных художественных собраний Дрездена и находится в одном из павильонов Цвингера.

## История
История собрания связана с именем Августа Сильного, который обозначил свою страсть к коллекционированию фарфоровых изделий «фарфоровой болезнью». В 1733 году, к концу жизни саксонского курфюрста и короля Польши, коллекция насчитывала около 35.000 изделий, привезенных из Азии, а также созданных в Майсене, где по его поручению была основана первая в Европе фарфоровая мануфактура. Сегодняшняя коллекция насчитывает 20.000 объектов, около 2000 экспонатов представлены в музее.

## Коллекция
Центральными экспонатами являются произведения эпохи династии Мин, фарфор периода правления китайского императора Канси (1662—1722), японский фарфор имари и какиэмон. Музей славится также богатейшей в мире коллекцией раннего мейсенского фарфора. Среди известных музейных экспонатов — высокие китайские «драгунские» вазы XVII и XVIII веков, работы мейсенских мастеров Иоганна Бёттгера, Иоганна Якоба Кирхнера и шедевры выдающегося мастера Иоганна Иоахима Кендлера. Уникальная работа из Венсенна 1749 года представляет собой фарфоровый букет высотой 115 см. Изначально он состоял из 470 фарфоровых цветов и выполненных из металла стеблей и листьев, схожими по своей форме, хрупкости и раскраске с натуральными.
Под руководством нью-йоркского архитектора Петера Марино в 2006—2010 г. в музее была оформлена новая постоянная экспозиция. Она является современной интерпретацией исторически подлинного оформления помещений во времена правления Августа Сильного. Музей разделен на Восточно-азиатскую галерею, состоящую из нескольких залов китайских и японских изделий. Другая половина музея посвящена мейсенскому фарфору и фаянсу.